# André Monteil
Pour les articles homonymes, voir Monteil.
André Monteil, né le 15 août 1915 à Juillac (Corrèze) et mort le 8 novembre 1998 à Paris XVIe, est un homme politique français.

## Biographie
Normalien (1937), professeur agrégé de grammaire (1939), André Monteil participe à la Résistance dans le Mouvement Libération Nord et commande les Forces françaises de l'intérieur (FFI) de Quimper. Il est élu aux deux Assemblées nationales constituantes puis à l’Assemblée nationale en tant que député MRP du Finistère de 1945 à 1958. Il est secrétaire d’État aux Forces armées (Marine) dans le cabinet René Pleven (1) puis dans le cabinet Henri Queuille (3) en 1951, puis ministre de la Santé publique dans le gouvernement de Pierre Mendès France (1954-55). 
Avec Léo Hamon, il est l’un des rares MRP hostiles à la Communauté européenne de défense (CED), ce qui conduit à son exclusion de la formation démocrate-chrétienne en septembre 1954. Sous la Cinquième République, il est sénateur de 1959 à 1971, membre du groupe de l’Union centriste. Il préside la Commission des Affaires étrangères et de la Défense du Sénat de 1968 à 1971. André Monteil a été membre du Sénat de la Communauté en 1959-1960. Il s’est engagé avec résolution en faveur d’Israël et dans la lutte contre l’antisémitisme.
André Monteil a été maire de Quimper de 1954 à 1959.

## Fonctions gouvernementales
- Secrétaire d'État aux Forces armées (Marine) du gouvernement René Pleven (1) (du 12 juillet 1950 au 10 mars 1951).
- Secrétaire d'État aux Forces armées (Marine) du gouvernement Henri Queuille (3) (du 10 mars au 11 août 1951).
- Secrétaire d'État à la Marine du gouvernement Pierre Mendès France (du 19 juin au 3 septembre 1954).
- Ministre de la Santé publique et de la Population du gouvernement Pierre Mendès France (du 3 septembre 1954 au 23 février 1955).